# 1969: The Velvet Underground Live
1969: The Velvet Underground Live es un álbum en vivo de The Velvet Underground, originalmente editado como un álbum doble en septiembre de 1974 por Mercury Records. En la reedición en CD en 1988 se lanzó como dos volúmenes en discos separados, con una pista adicional por disco.
En 1995 la revista estadounidense Spin lo incluyó en su lista de los 100 mejores álbumes alternativos de todos los tiempos.

## Lista de canciones
Todas las canciones escritas por Lou Reed.

### Disco 1

#### Lado A
1. "I'm Waiting for the Man" – 7:00
2. ''Lisa Says'' – 5:46
3. ''What Goes On'' – 8:47
4. ''Sweet Jane'' – 3:58

#### Lado B
1. "We're Gonna Have a Real Good Time Together" – 3:12
2. ''Femme Fatale'' – 3:01
3. ''New Age'' – 6:31
4. ''Rock and Roll'' – 6:00
5. ''Beginning to See the Light'' – 5:26

### Disco 2

#### Lado A
1. ''Ocean'' – 10:46
2. ''Pale Blue Eyes'' – 5:50
3. ''Heroin'' – 9:42

#### Lado B
1. ''Some Kinda Love'' – 4:44
2. ''Over You'' – 2:15
3. "Medley: Sweet Bonnie Brown/It's Just Too Much" – 7:50
4. ''White Light/White Heat'' – 8:32
5. ''I'll Be Your Mirror'' – 2:17

## Personal
- Lou Reed – voz, guitarra
- Sterling Morrison – voz, guitarra
- Maureen Tucker – percusión
- Doug Yule – voz, bajo, órgano

- Datos: Q2606565